# Santa Fé do Sul
Santa Fé do Sul is een gemeente in de Braziliaanse deelstaat São Paulo. De gemeente telt 29.192 inwoners (schatting 2009).

## Geografie

### Aangrenzende gemeenten
De gemeente grenst aan Aparecida d'Oeste, Nova Canaã Paulista, Rubinéia, Santa Clara d'Oeste, Santa Rita d'Oeste en Três Fronteiras.

## Religie
Het christendom is als volgt in de stad aanwezig:

### Katholieke Kerk
De katholieke kerk in de gemeente maakt deel uit van het bisdom Jales.

### Protestantse Kerk
De meest uiteenlopende evangelische overtuigingen zijn aanwezig in de stad, voornamelijk pinkstergelovigen, waaronder onder meer de Assemblies of God in Brazilië (de grootste evangelische kerk van het land) en de Christelijke Congregatie in Brazilië. Deze denominaties groeien steeds meer in heel Brazilië.